# Xã Monroe, Quận Livingston, Missouri
Xã Monroe (tiếng Anh: Monroe Township) là một xã thuộc quận Livingston, tiểu bang Missouri, Hoa Kỳ. Năm 2010, dân số của xã này là 309 người.